# 谷口尚己
谷口 尚己（たにぐち なおみ、1936年1月30日-2022年12月4日）は東京都出身の元オートバイレーサー。日本人として初めてロードレース世界選手権で入賞してポイントを獲得したライダーである。名前については尚巳とする資料もあるが、本人自筆は尚己である。

## 経歴
本田宗一郎が「マン島TTレースに出場して優勝する」といういわゆる“TT宣言”を内外に発表した1954年にホンダに入社、社員ライダーとしてオートバイの開発に携わり、その技量や分析能力が高く評価されていた。この時期は社員ライダーの仕事として映画のスタント出演などもこなしていた。そして1955年に北軽井沢の公道で開催された第1回浅間火山レースに出場し、250ccクラスで2位に入る。浅間高原自動車テストコースに舞台を移した1957年の第2回浅間火山レースでは350ccクラスで3位、250ccクラスでは6位となった。
1958年の暮、ホンダは翌年6月のマン島TTレース（125ccクラス）に出場することを決定し、谷口はその遠征メンバーに選抜された。そして1959年5月、レースの1ヶ月前にホンダチームはマン島に乗り込んで練習を開始した。ホンダはこのレースのためにDOHC2バルブ2気筒のRC141を船便で送っていたが、現地のコースで走行を始めるとRC141では他のヨーロッパ製のマシンには全く太刀打ちできないことが判った。チーム監督の河島喜好はレース直前に現地で手荷物で持ち込んだ4バルブヘッドに交換することを決め、こうして3台のRC141が4バルブのRC142へと改造された。谷口は3台のRC142の内の1台を駆ってクリプスコースを10周する全長173.6kmのレースを1時間34分48秒で走りきり、平均速度109.9km/hの6位でゴールして6位までに与えられるシルバーレプリカとロードレース世界選手権の1戦としての選手権ポイント1点を獲得した。これが、ロードレース世界選手権で日本人と日本製のマシンが獲得した初めてのポイントである。谷口以外の日本人ライダー3人も全員が完走し、ホンダはチーム賞を受賞した。谷口はホンダにとってはマン島TTの凱旋レースとなった8月の第3回浅間火山レースにもRC142で出場したが、この時は一時トップを走りながらも転倒してリタイヤに終わった。

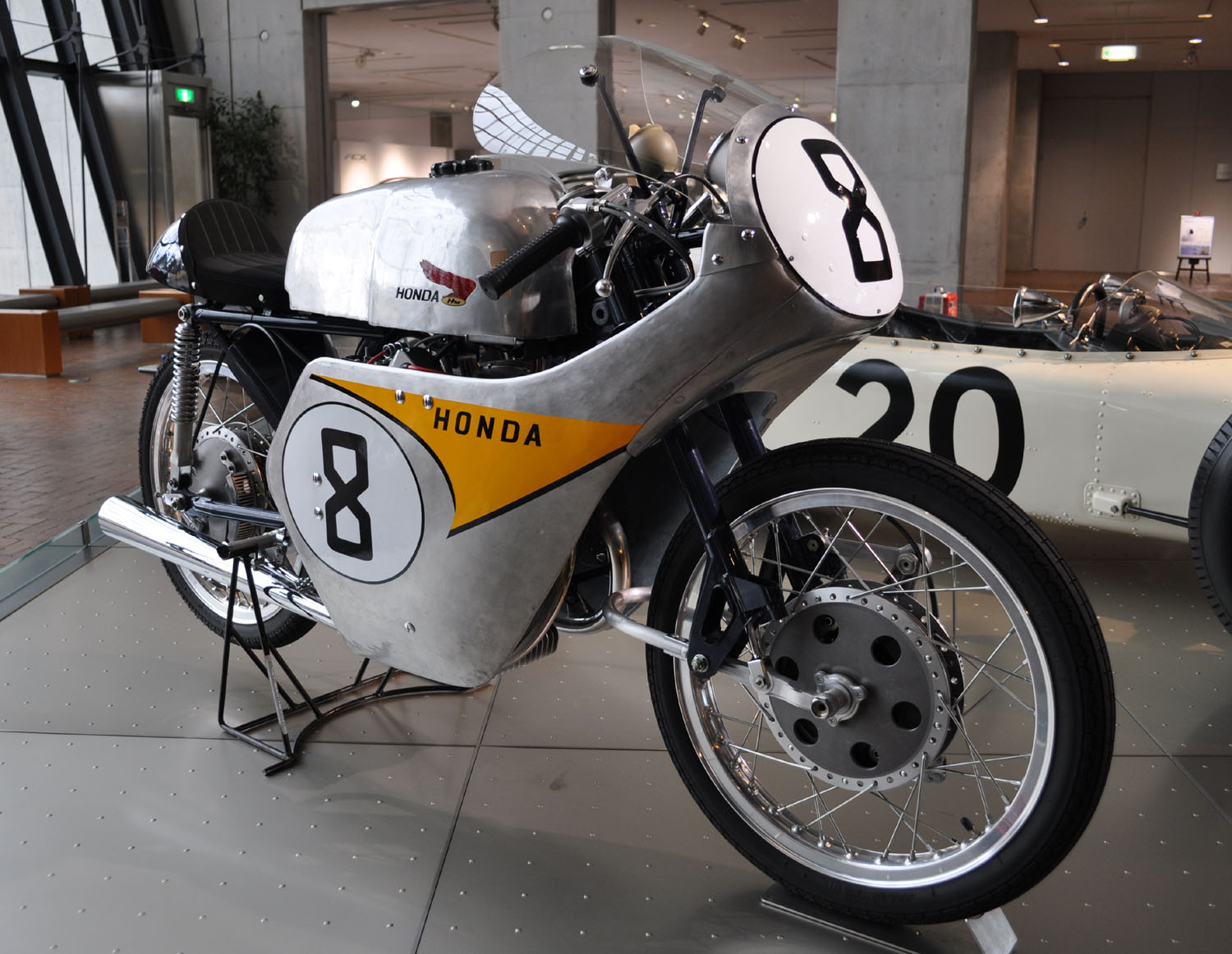
1959年のマン島で入賞した時のマシン、ホンダRC142（復元車）

翌1960年からホンダは本格的なロードレース世界選手権シリーズへの参戦を開始する。この年のホンダの参戦体制はシーズンの前半と後半でそれぞれ別の編成のチームを送り込むというもので、谷口は開幕戦のマン島を含む前半戦を戦う第一陣のメンバーだった。125ccクラスに加えて250ccクラスにも出場した谷口は、マン島では両クラスで前年と同じく6位入賞を果たしてポイントを獲得した。しかし続くダッチTTでのクラッシュで負傷し、戦列を離れることになった。この年はホンダの初めての外国人契約ライダーであったトム・フィリスが谷口と同じくダッチTTで負傷し、ドイツGPではボブ・ブラウンが事故死、そのドイツGPでホンダに初表彰台をもたらした田中健二郎はアルスターGPで瀕死の重傷を負うという、ホンダにとってはアクシデントに見舞われ続けたシーズンでもあった。
1961年も谷口はすでに常連となっていたマン島TTに出場した。125ccクラスにホンダは馬力を上げた新型マシンを用意し、これまでマン島で好成績を挙げていた谷口に新型に乗るか旧型に乗るかの選択権を与えた。新型を選んだ谷口だったが、決勝レースでは3周目にブレーキトラブルが発生して完走はしたもののポイント圏外の8位に終わり、レースは谷口が選ばなかった旧型マシンに乗るマイク・ヘイルウッドが優勝した。一方250ccクラスでは5位に入賞し、ホンダの1〜5位独占に貢献した。この年は最終戦のアルゼンチンGPにも出場し、125ccクラスで5位入賞を果たしている。
1962年11月、完成したばかりの鈴鹿サーキットの杮落しとして第1回全日本ロードレース選手権大会（日本GP）が開催され、ノンタイトルレースながらヨーロッパから招待されたホンダやスズキのグランプリライダーたちが走る中、谷口は50ccクラスで5位、125ccクラスでは3位となって日本人としてただ一人表彰台に上る活躍を見せた。日本GPは翌1963年には世界選手権に組み込まれて最終戦として開催されたが、谷口はこの年は50ccクラスで9位に終わった。
1964年のマン島では50ccクラスで6位に入賞し、日本GPでは50ccクラスで3位となった谷口だったが、この年の日本GPの50ccクラスは選手権のポイント対象外のレースだった。この頃にはホンダを始めとする日本のメーカーのレース活動は「社内ライダーが開発したマシンに優秀な外国人ライダーを乗せる」という構図となっており、谷口自身のグランプリでの記録は1965年の日本GPにおける50ccクラスでの8位が最後となった。そしてホンダは1967年をもってグランプリからの撤退を決め、谷口はこれを機にホンダを退社する。そして同年のシンガポールGPにカワサキの350ccで優勝したのを最後にロードレースから引退した。引退後は横浜市でレストランを開業する一方、オートバイのインストラクターを勤めたりイベントでデモ走行を行うなど、ロードレースにもかかわり続けている。
1998年、マン島郵政公社がホンダ創立50周年を記念した記念切手を発売し、1959年のマン島TTでRC142をライディングする谷口の姿が43ペンス切手の図案に採用された。日本人がマン島記念切手のモデルとなったのは谷口が初めてのことだった。2009年にもホンダのマン島初出場から50周年を記念した切手が発売され、再び谷口が32ペンス切手のモデルとなっている。また、2009年のホンダGP参戦50周年記念活動のひとつとしてRC142復元プロジェクトが進められ、当時の図面や写真などを元にマン島初出場時に谷口が駆ったマシンであるRC142が3年がかりで復元された 。復元されたRC142は宮城光氏の手によってシェイクダウンされた。また、谷口は50年ぶりに完成したRC142でテスト走行を行い、同年ツインリンクもてぎで行われた、MotoGP日本グランプリにてHonda WGP参戦50周年記念デモンストレーション走行を復元されたRC142でNSR500(1984年)に乗ったフレディ・スペンサーと共に行っている。。

## 主な戦績

### 全日本オートバイ耐久ロードレース（浅間火山レース）
- 1955年（第1回） - 250ccライトクラス 2位（ホンダ）
- 1957年（第2回） - 350ccジュニアクラス 3位（ホンダ）
- 1959年（第3回） - 125ccウルトラライトクラス リタイヤ（ホンダ）

### ロードレース世界選手権
1950年から1968年までのポイントシステム
| 順位     | 1 | 2 | 3 | 4 | 5 | 6 |
| ポイント | 8 | 6 | 4 | 3 | 2 | 1 |

- 凡例

| 年   | クラス | マシン | 1     | 2     | 3     | 4     | 5     | 6     | 7     | 8     | 9        | 10    | 11    | ポイント | 順位 | 勝利数 |
| ---- | ------ | ------ | ----- | ----- | ----- | ----- | ----- | ----- | ----- | ----- | -------- | ----- | ----- | -------- | ---- | ------ |
| 1959 | 125cc  | ホンダ | IOM 6 | GER - | NED - | BEL - | SWE - | ULS - | ITA - |       |          |       |       | 1        | 14位 | 0      |
| 1960 | 125cc  | ホンダ | IOM 6 | NED - | BEL - |       | ULS - | ITA - |       |       |          |       |       | 1        | 10位 | 0      |
| 1960 | 250cc  | ホンダ | IOM 6 | NED - | BEL - | GER - | ULS - | ITA - |       |       |          |       |       | 1        | 17位 | 0      |
| 1961 | 125cc  | ホンダ | SPA - | GER - | FRA - | IOM 8 | NED - | BEL 7 | DDR - | ULS - | ITA -    | SWE - | ARG 5 | 2        | 15位 | 0      |
| 1961 | 250cc  | ホンダ | SPA - | GER - | FRA - | IOM 5 | NED - | BEL - | DDR - | ULS - | ITA -    | SWE - | ARG - | 2        | 16位 | 0      |
| 1963 | 50cc   | ホンダ | SPA - | GER - | FRA - | IOM - | NED - | BEL - | FIN - | ARG - | JPN 9    |       |       | 0        | -    | 0      |
| 1964 | 50cc   | ホンダ | USA - | SPA - | FRA - | IOM 6 | NED - | BEL - | GER - | FIN - | JPN 3(*) |       |       | 1        | 13位 | 0      |
| 1965 | 50cc   | ホンダ | USA - | GER - | SPA - | FRA - | IOM - | NED - | BEL - | JPN 8 |          |       |       | 0        | -    | 0      |

(*)1964年の日本GPは、50ccクラスはポイント対象外

### その他のレース
- 1958年 - 第1回全日本モーターサイクルクラブマンレース・国際クラス リタイヤ（ホンダ）
- 1962年 - 第1回全日本ロードレース選手権大会・50ccクラス 5位 / 125ccクラス 3位（ホンダ）
- 1967年 - シンガポールGP・125ccクラス 3位 / 350ccクラス 1位（カワサキ）